# Красники (Берестовицький район)
Красники (біл. Красьнікі) — село в складі Берестовицького району Гродненської області, Білорусь. Село підпорядковане Олекшицькій сільській раді, розташоване у західній частині області.

## Історія
До вересня 1939 року село входило до складу Другої Річі Посполитої. За пактом Молотова — Ріббентропа та нападу 17 вересня 1939 року СРСР на Польщу село опинилося у складі БРСР. За переписом 1921 року в селі жило 46 осіб, усі поляки.